# Liste der denkmalgeschützten Objekte in Strallegg
Die Liste der denkmalgeschützten Objekte in Strallegg enthält die denkmalgeschützten, unbeweglichen Objekte der Gemeinde Strallegg im steirischen Bezirk Weiz.

## Denkmäler
| Foto |                 | Denkmal                                                                                       | Standort                               | Beschreibung | Metadaten |
| ---- | --------------- | --------------------------------------------------------------------------------------------- | -------------------------------------- | --- | --- |
| ja   | Datei hochladen | Bildstock HERIS-ID: 87370 Objekt-ID: 101769                                                   | bei Außeregg 29 Standort KG: Ausseregg | | BDA-Hist.: Q37719771 Status: § 2a Stand der BDA-Liste: 2025-06-30 Name: Bildstock GstNr.: 848/1 Bildstock Ausseregg, Strallegg                                             |
| ja   | Datei hochladen | Pfarrhof HERIS-ID: 51900 Objekt-ID: 57720                                                     | Strallegg 1 Standort KG: Strallegg     | Der Pfarrhof aus der Mitte des 18. Jahrhunderts wurde 1972 restauriert. | BDA-Hist.: Q38048088 Status: § 2a Stand der BDA-Liste: 2025-06-30 Name: Pfarrhof GstNr.: .2/1                                                                              |
| ja   | Datei hochladen | Bildstock Florianikreuz HERIS-ID: 87411 Objekt-ID: 101814                                     | Standort KG: Strallegg                 | Der konkave Nischenbildstock weist beschädigte Fresken von Johann Cyriak Hackhofer auf, die mit 1716 bezeichnet sind. | BDA-Hist.: Q37719789 Status: § 2a Stand der BDA-Liste: 2025-06-30 Name: Bildstock Florianikreuz GstNr.: 1047/1                                                             |
| ja   | Datei hochladen | Pestkreuz HERIS-ID: 87425 Objekt-ID: 101828                                                   | Standort KG: Strallegg                 | | BDA-Hist.: Q37719832 Status: § 2a Stand der BDA-Liste: 2025-06-30 Name: Pestkreuz GstNr.: 1047/10 Pestkreuz Stallegg                                                       |
| ja   | Datei hochladen | Kath. Pfarrkirche hl. Johannes der Täufer und ehem. Friedhof HERIS-ID: 51899 Objekt-ID: 57719 | Standort KG: Strallegg                 | Die von der Friedhofsmauer umgebene Pfarrkirche ist ein gotischer Bau mit barocken Erweiterungen. Das dreijochige Langhaus und der einjochige Chor stammen im Wesentlichen aus der Zeit nach 1400. 1667 wurden zwei quadratische Seitenkapellen errichtet; die Westfassade mit dem quadratischen Turm ist spätbarock. Im Chor wurden 1961 Fresken aus verschiedenen Epochen freigelegt. Der Hochaltar stammt aus der Mitte des 18. Jahrhunderts, die bemerkenswerte Kanzel entstand 1714. | BDA-Hist.: Q38048082 Status: § 2a Stand der BDA-Liste: 2025-06-30 Name: Kath. Pfarrkirche hl. Johannes der Täufer und ehem. Friedhof GstNr.: .1, 107 Pfarrkirche Strallegg |